# Pavillon de Marsan

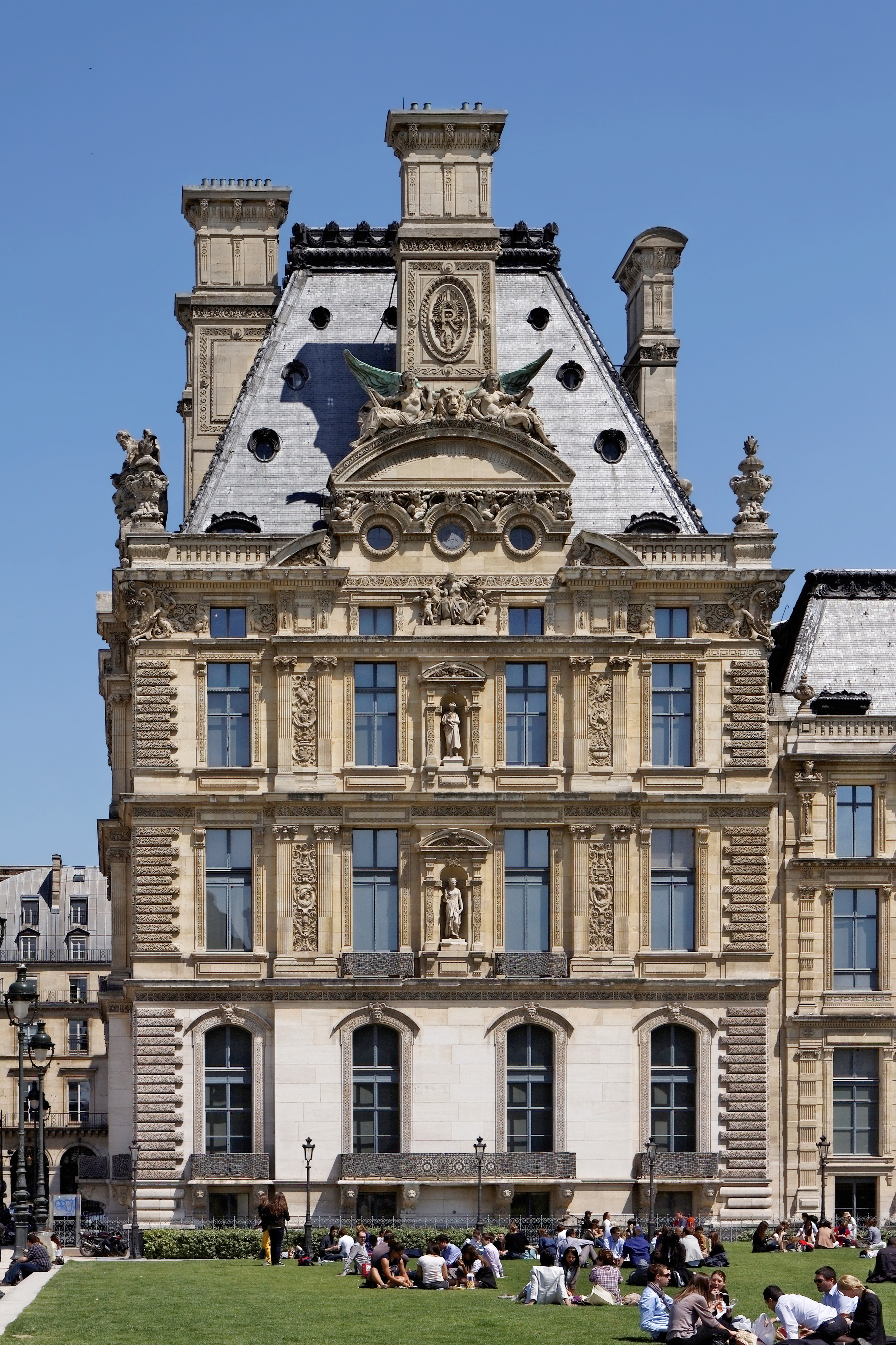
La pavillon de Marsan.

Le pavillon de Marsan, élément du palais du Louvre, faisait partie du palais des Tuileries, à Paris.

## Présentation

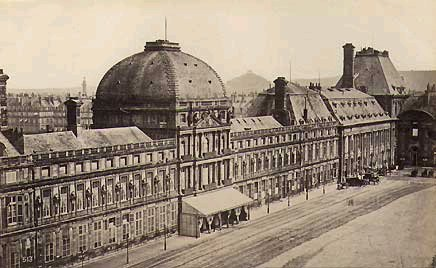
Palais des Tuileries s'ouvrant sur la cour du Carrousel vers 1865. De gauche à droite : l'aile sud, le pavillon central, l'aile nord, le pavillon du Théâtre, la galerie des Machines, le pavillon de Marsan.

Durant la Révolution française et le séjour de la famille royale au palais des Tuileries, Adelaïde de France, fille de Louis XV, occupa le rez-de-chaussée du pavillon. 
Par un décret de 1801, Napoléon Bonaparte, qui réside au palais des Tuileries, fait expulser les artistes et autres personnes qui résident au Louvre. Les maisons établies à l'intérieur de l'emprise du Louvre sont détruites. Les architectes Charles Percier et Pierre Fontaine sont chargés de la conduite des opérations et travaux à la fois aux Tuileries et au Louvre. Ils achèvent les façades de la cour. L'aile nord est prolongée du pavillon de Rohan au pavillon de Marsan qui devient le pavillon d'angle des Tuileries. Pour avoir une unité architecturale, on construit une réplique de la façade d'Androuet du Cerceau sur la galerie du bord de l'eau. Percier démissionnant en 1812, Fontaine reste l'architecte du Louvre jusqu'en 1848.

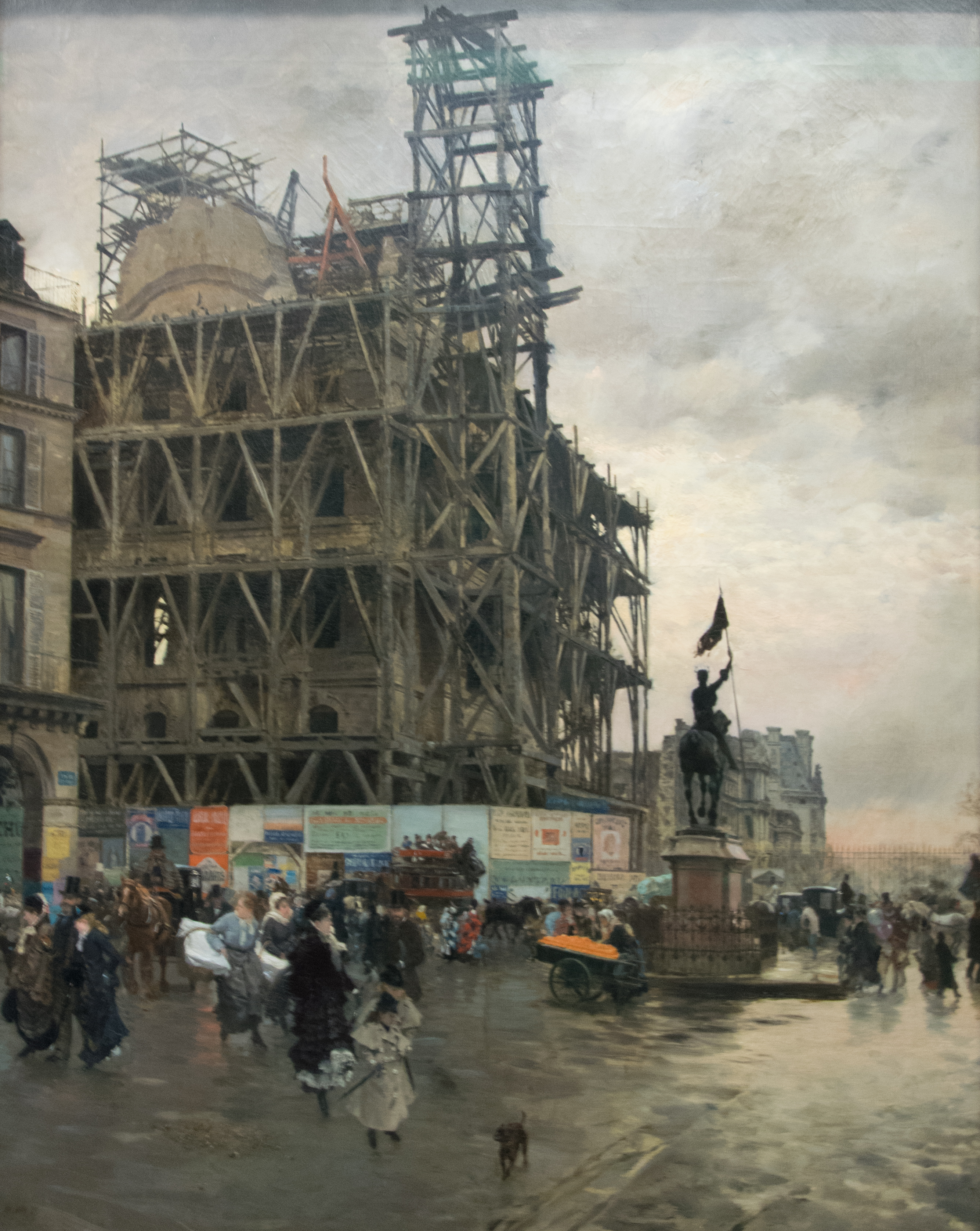
Réalisé en 1875, le tableau Place des Pyramides du peintre italien Giuseppe De Nittis montre, couvert d’échafaudages, le pavillon de Marsan en cours de reconstruction.

Le pavillon de Marsan se trouve à l'extrémité nord-ouest du palais du Louvre, faisant simultanément partie du palais des Tuileries, dont il était un des deux points de raccordement avec le pavillon de Flore au sud. Il a été détruit lors de l'incendie des Tuileries en 1871, puis reconstruit à partir de 1874. Le pavillon de Flore sert de modèle au pavillon de Marsan qui remplace celui de Le Vau. Le long de la rue de Rivoli, l'aile nord du Louvre double alors en largeur.

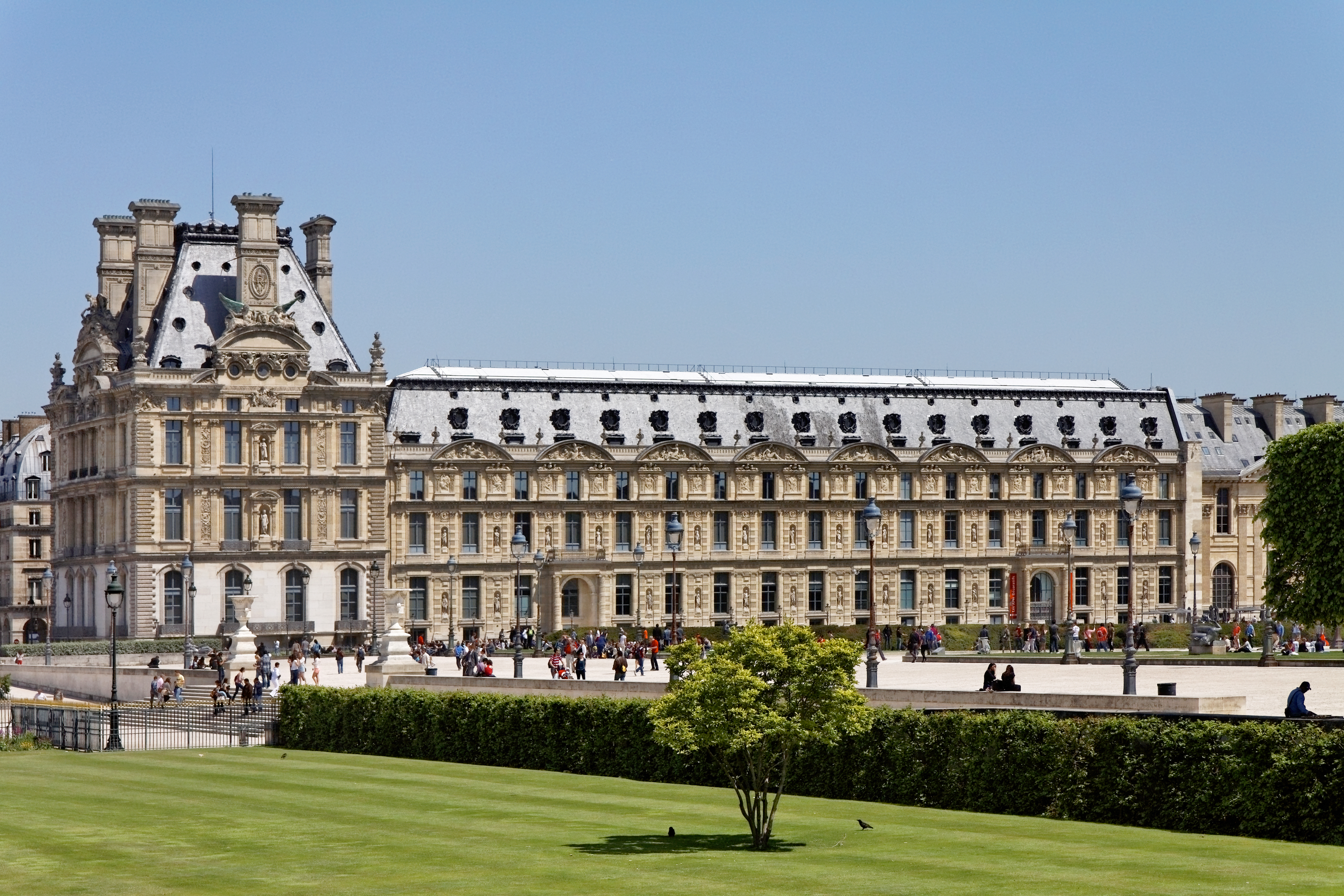
Le pavillon de Marsan et l'aile de Marsan

Depuis 1905, le pavillon de Marsan et les bâtiments attenants accueillent le musée des Arts décoratifs.

## Origine du nom
Le pavillon de Marsan (à l'origine pavillon de Pomone) doit son nom à la comtesse de Marsan, Marie-Louise de Rohan, fille unique du prince Jules de Rohan-Soubise. Elle avait épousé le 14 juin 1736 Gaston de Lorraine, comte de Marsan, né le 7 février 1721 (ce dernier décédant prématurément en 1743).
En effet, cette partie du palais servit longtemps d’habitation à la comtesse de Marsan, qui, en 1754, fut gouvernante des enfants de France, notamment des futurs rois Louis XVI et Louis XVIII. Elle décéda en 1803 à l’âge de 83 ans.

## Occupants
- (1789 - 1790) Adélaïde de France dite Madame Adélaïde, fille de Louis XV (1732 - 1800).
- (1820 - 1830) Marie-Caroline des Deux-Siciles, duchesse de Berry, belle-fille de Charles X (1798 - 1870).
- (1820 - 1830) Louise d’Artois, duchesse de Parme, fille de la précédente (1819 - 1864).
- (1821 - 1830) Henri d’Artois, comte de Chambord, frère de la précédente (1819 - 1883).